# ロールス・ロイス・30HP
30HPはF・H・ロイス（後のロールス・ロイス）が1904年に試作し1904年から1906年に製造した乗用自動車である。
フレデリック・ヘンリー・ロイスと、ロイス・10HPを評価したチャールズ・ロールズ間の契約により、以後の車両はロールス・ロイスブランドで生産されC・S・ロールズが独占販売することとなった。またチャールズ・ロールズの要請により多気筒車が設計されることになり、2気筒の10HPをほぼそのまま直列6気筒化した30HPが企画された。エンジンは内径φ4in(約101.6mm)×行程5in(約127mm)、6,175cc。
エンジンは10HPと共通部品が非常に多く、試作車は1904年中に完成した。しかし2気筒型そのままの太さのクランクシャフトを用いていたことが仇となり、強度不足で微妙ながら振動が発生、これを解消した後継車が40/50HP（シルヴァーゴースト）である。
ホイールベースはショート版で116.5in(約2,692.4mm)、ロング版で118in(約2,997.2mm)。
40台が生産された。